# Carland Cross
Carland Cross – wieś w Anglii, w Kornwalii. Leży 45 km na północny wschód od miasta Penzance i 368 km na zachód od Londynu.